# کالین راوینسکو
کالین راوینسکو (انگلیسی: Calin Rovinescu) (زاده ۱۹۵۵) کارآفرین، بازرگان و مدیر ارشد اجرایی کانادایی رومانیتبار است، که در حال حاضر به‌عنوان مدیر عامل اجرایی شرکت ایر کانادا فعالیت می‌کند.